# Mihalț
Mihalț é uma comuna romena localizada no distrito de Alba, na região histórica da Transilvânia. A comuna possui uma área de 59.41 km² e sua população era de 3464 habitantes segundo o censo de 2007.